# Escut de l'Hospitalet de Llobregat
L'escut oficial de l'Hospitalet de Llobregat té el següent blasonament:
Escut caironat truncat: primer. d'argent, un sautor o creu de Santa Eulàlia plena de gules; segon. d'or, quatre pals de gules. Per timbre una corona mural de ciutat.
Va ser aprovat el 2 de setembre de 1986 i publicat al DOGC el 3 d'octubre del mateix any amb el número 748. L'Hospitalet es va desenvolupar durant el segle xiii al voltant d'un "hospital" (un hostal per als viatgers que anaven a Barcelona), a l'antiga parròquia de Santa Eulàlia de Provençana; de fet, el sautor de gules sobre camper d'argent (el senyal tradicional de la ciutat, el sautor (ja representat des de 1490) és l'atribut de Santa Eulàlia de Barcelona, la patrona de la localitat. La vida i la història de l'Hospitalet sempre ha estat lligada a Barcelona, i l'escut presenta les armes reials de Catalunya, que són també les armes dels comtes de Barcelona.

### Història de l'escut de l'Hospitalet del Llobregat
L'Escut actual va ser aprovat el 2 de setembre de 1986 i publicat al DOGC el 3 d'octubre del mateix any amb el número 748.
L'Hospitalet es va desenvolupar durant el segle xiii al voltant d'un "hospital" (un hostal pels viatgers que anaven a Barcelona), al Terme Parroquial de Santa Eulàlia de Provençana; vers el 1420 es va construir una capella dins de l'Hospital dedicada a Santa Càndida, però la propietat de la capella es troba en disputa entre Bernat Oliver ( amo de la Torre Blanca) i el rector Joan Pujades, Bernat diu que és de la seva propietat i de la seva muller Angelia i Joan diu que és d'obra parroquial, sis anys després de la construcció de la capella el bisbe Francesc Climent Sapera autoritza el trasllada la parroquial i alçar una església nova sota l'advocació de Santa Eulàlia de Mérida. Al 6 de febrer de 1490 trobem una certificació de Pere Oliver i els sotsobrers de l'Hospitalet, en aquest mateix document trobem una hòstia retallat i enganxat on conté el segell de la creu de Santa Eulàlia, patrona de la localitat, és la primera representació gràfica de l'escut de l'Hospitalet.
Després trobem a la porta principal de Can Sumarro, de nou, la creu de Santa eulàlia acabant en punxes els seus extrems.
No és es veurà l'escut fins al 1748 on troben el segell municipal implementat per Pau Ràfols, l'Home fort de la Ciutat, amb la inscripció ''Els Regidors del Ospitalet'' envoltant la creu de Santa Eulàlia aquest segell es mantindria fins al 1812.
Al 1812 es va alterar la creu, el segell el tindríem fins a abril de 1853
Al 1853 va haver-hi un canvi radical, la creu desapareix i és substituïda per dues palmes creuades representant una creu i la inscripció passaria a ser ''El Ayumtamiento del Hospitalet''.
El segell es canviaria el 1888 amb un més allargat, mantenint les palmes, però la inscripció es canviaria a ''Ayuntamiento Constitucional de Hospitalet'' El segell es mantindria des del 1888 fins al 12 de setembre de 1919.

Al 12 de setembre de 1919 es canvia per un amb la creu i les palmes que es convertiria en escut, segell (amb la inscripció: ''Hospitalet del Llobregat - Alcaldia'' i canviant la inscripció a ''Hospitalet - Alcaldia'' el 1929) i bandera oficial de l'Hospitalet. Del 1936 al 1939 tornaria a tenir com a segell les dues pames creuades. Aquest escut es mantindria amb poca variació fins al 14 de gener de 1970 on s'adopta el nou escut on apareix per primera vegada la senyera, es mantindria fins a l'any 1986 on és aprovat l'actual escut.

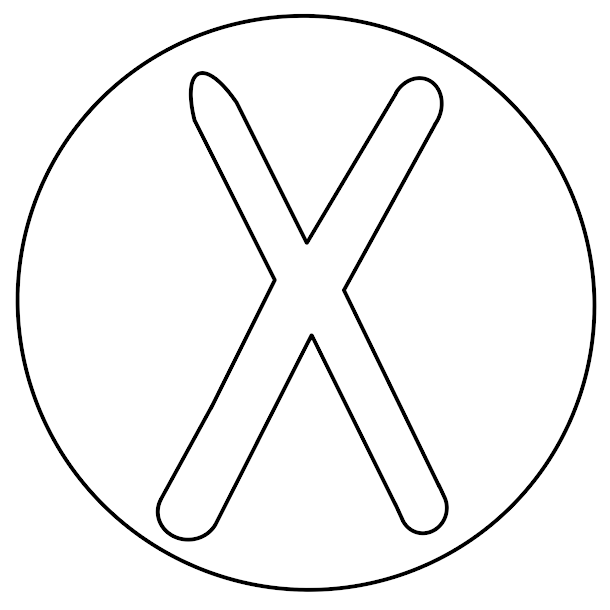
Hòstia retallada en una confirmació de Pere Oliver i els sotsobrers d'Hospitalet datat de 6 de febrer de 1490 on apareix la creu de Santa Eulàlia, és la representació gràfica més antiga de l'escut d'Hospitalet.
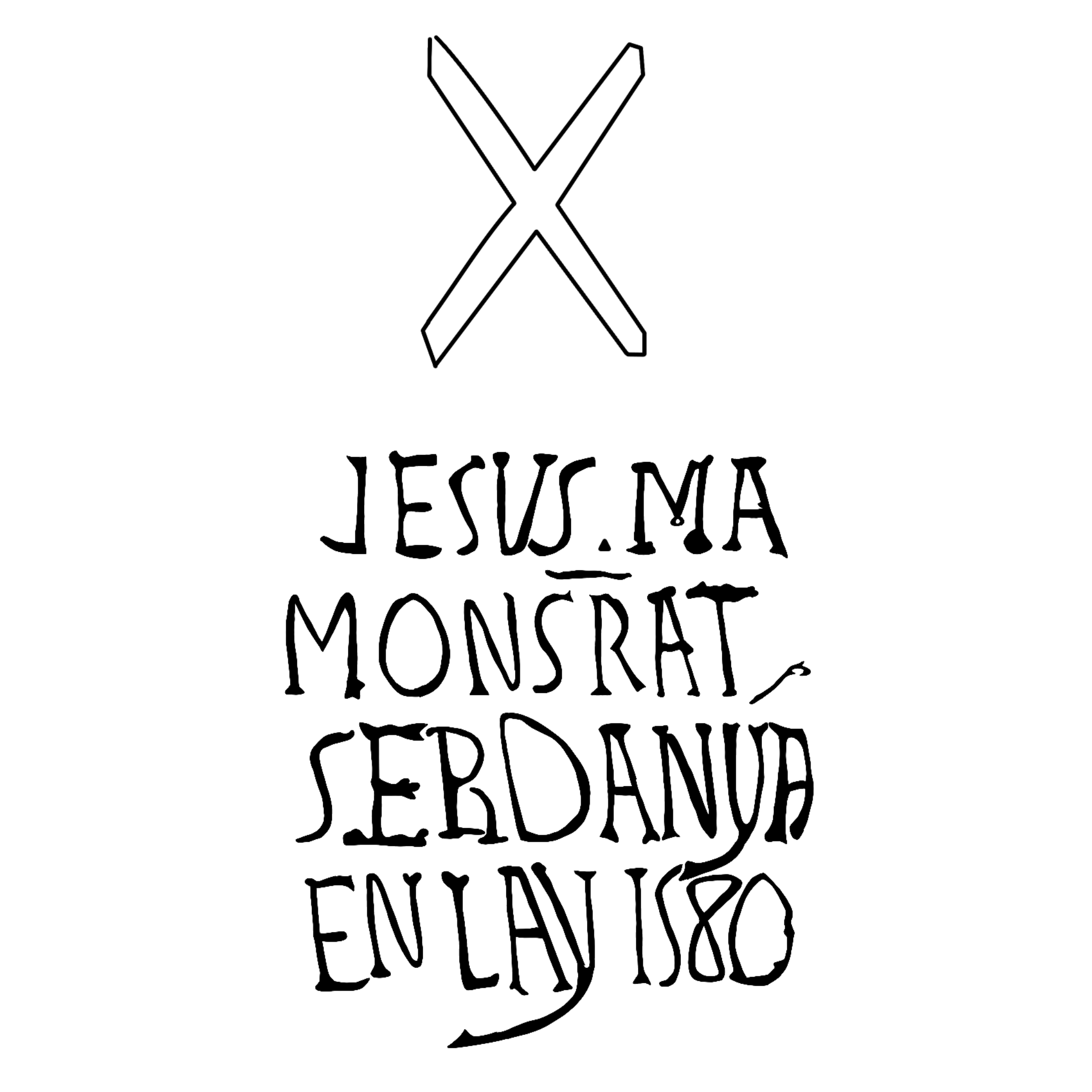
Detall de la inscripció de la dovella de la porta principal de Can Sumarro on a dalt del tot apareix l'escut d'Hospitalet l'any 1580.
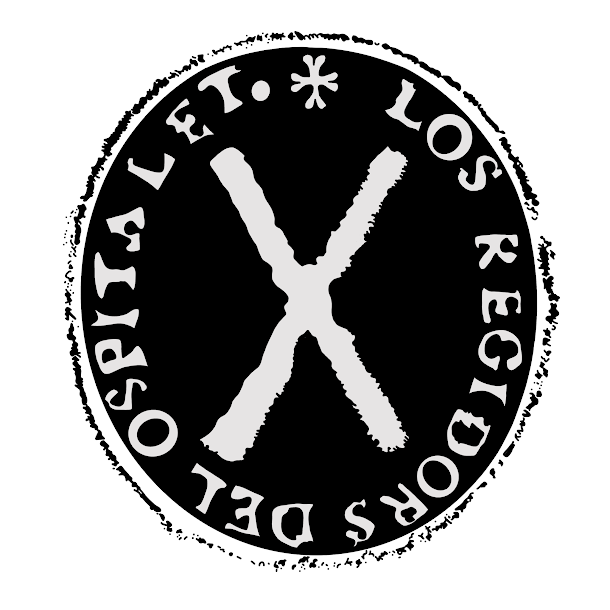
Segell municipal implementat l'any 1748 per iniciativa de Pau Ràfols, l'home fort de la ciutat, trobem la inscripció '' Los Regidors del Ospitalet''.
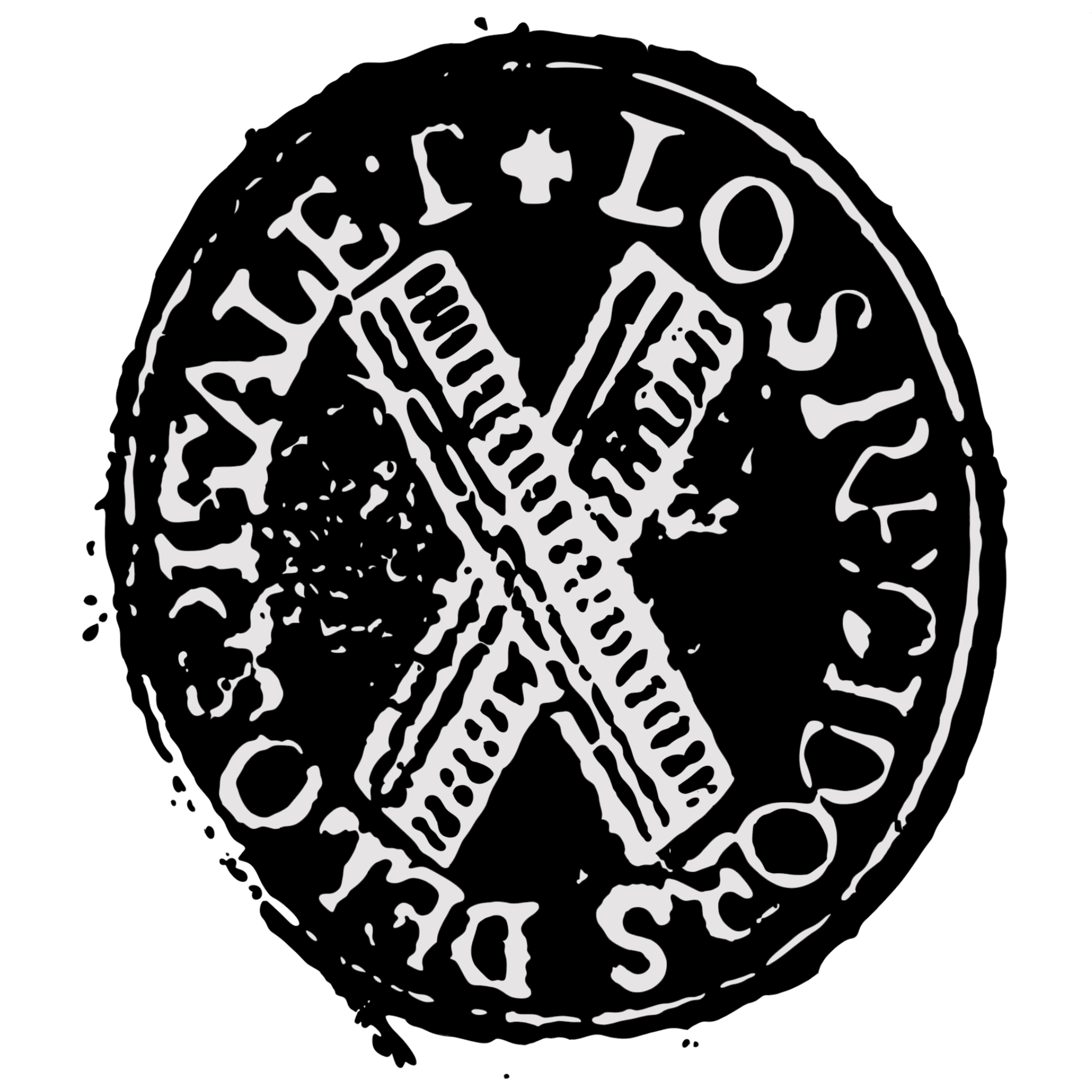
Segell d'Hospitalet implementat el 1812 amb la creu modificada.
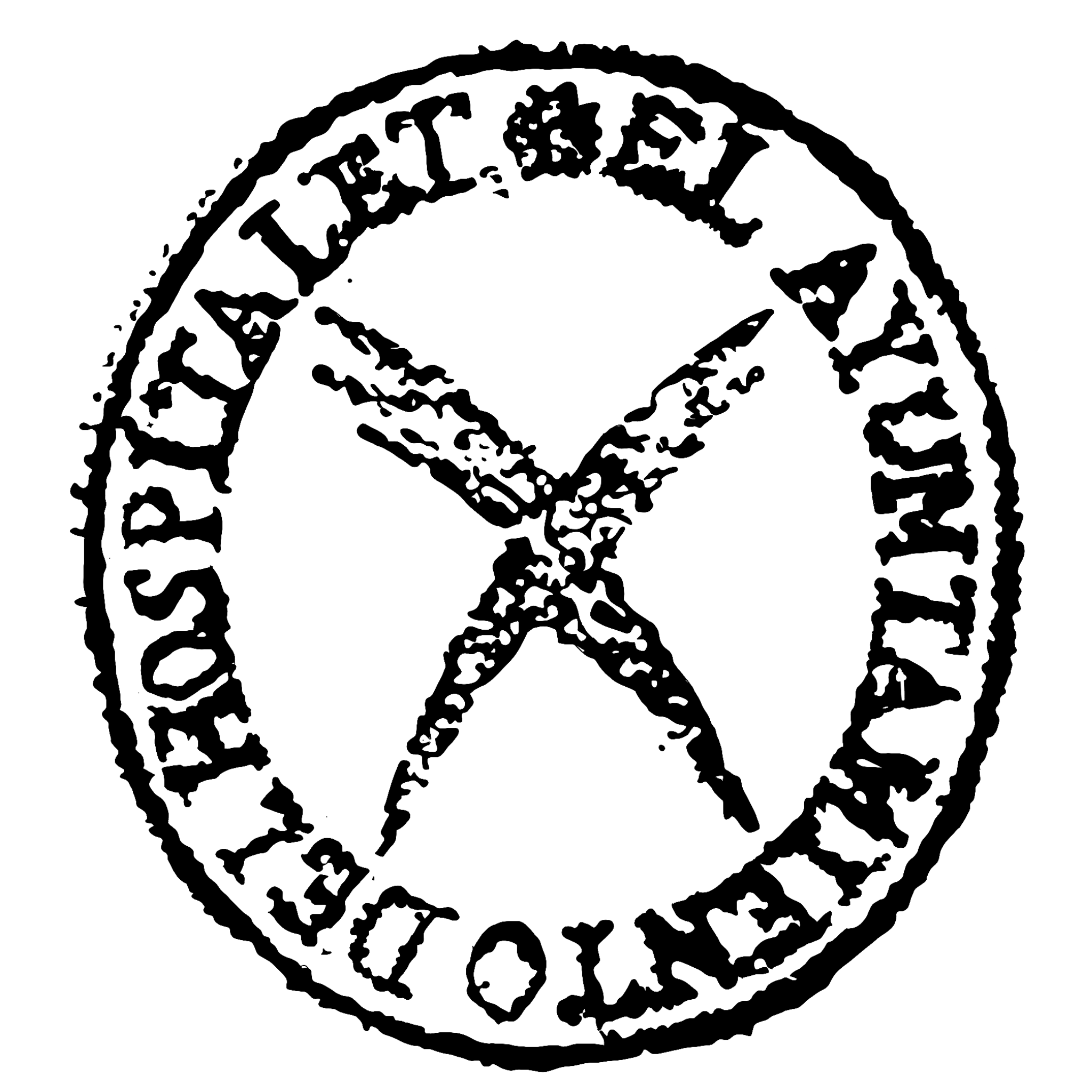
Segell implementat a l'abril de l'any 1853 on ara trobem que la creu són dues palmes creuades i la inscripció ha canviat a: ''El Ayumtamiento del Hospitalet''.
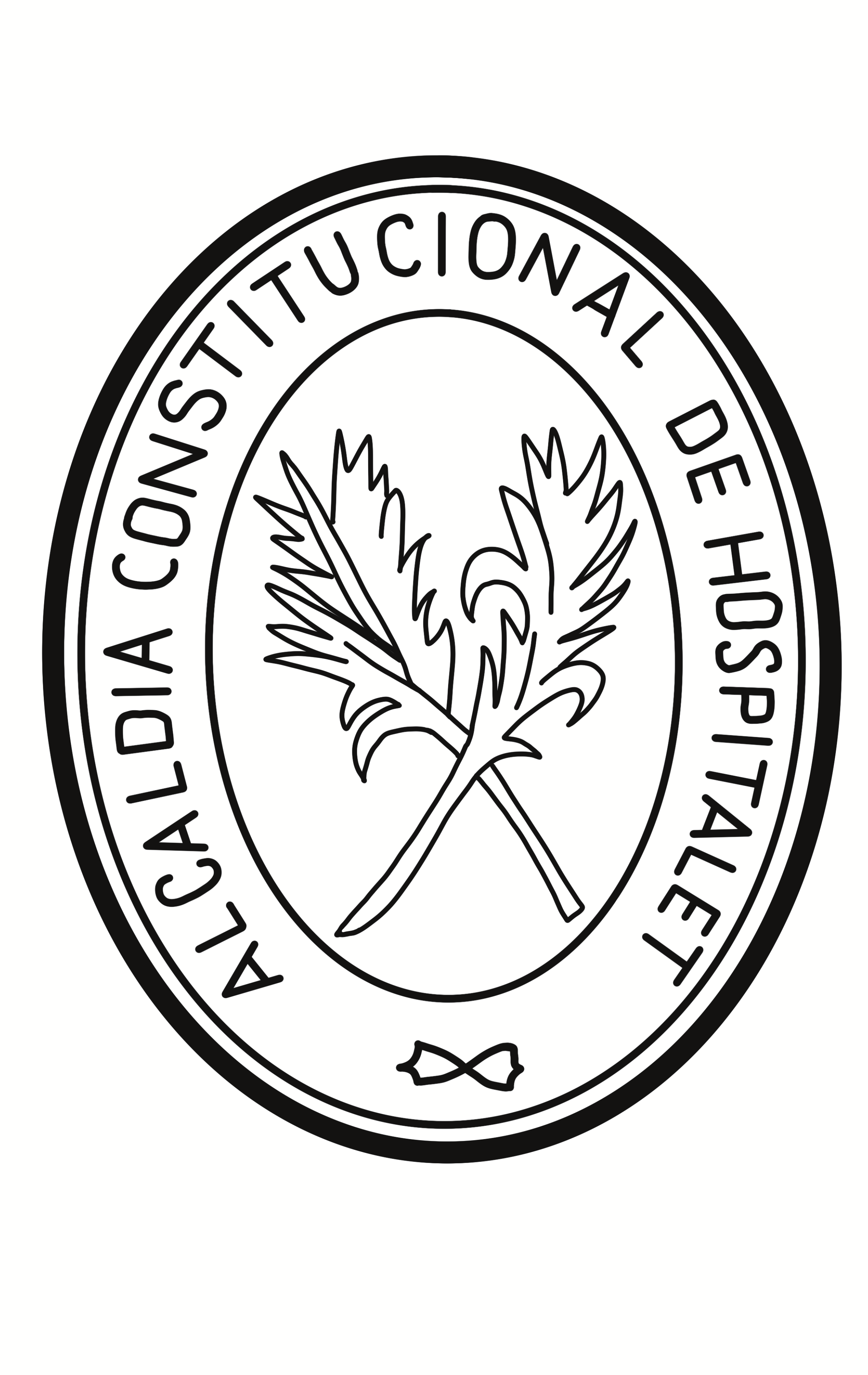
Segell implementat el 1888, a inscripció ha canviat a ''Alcaldia Constitucional de Hospitalet''.
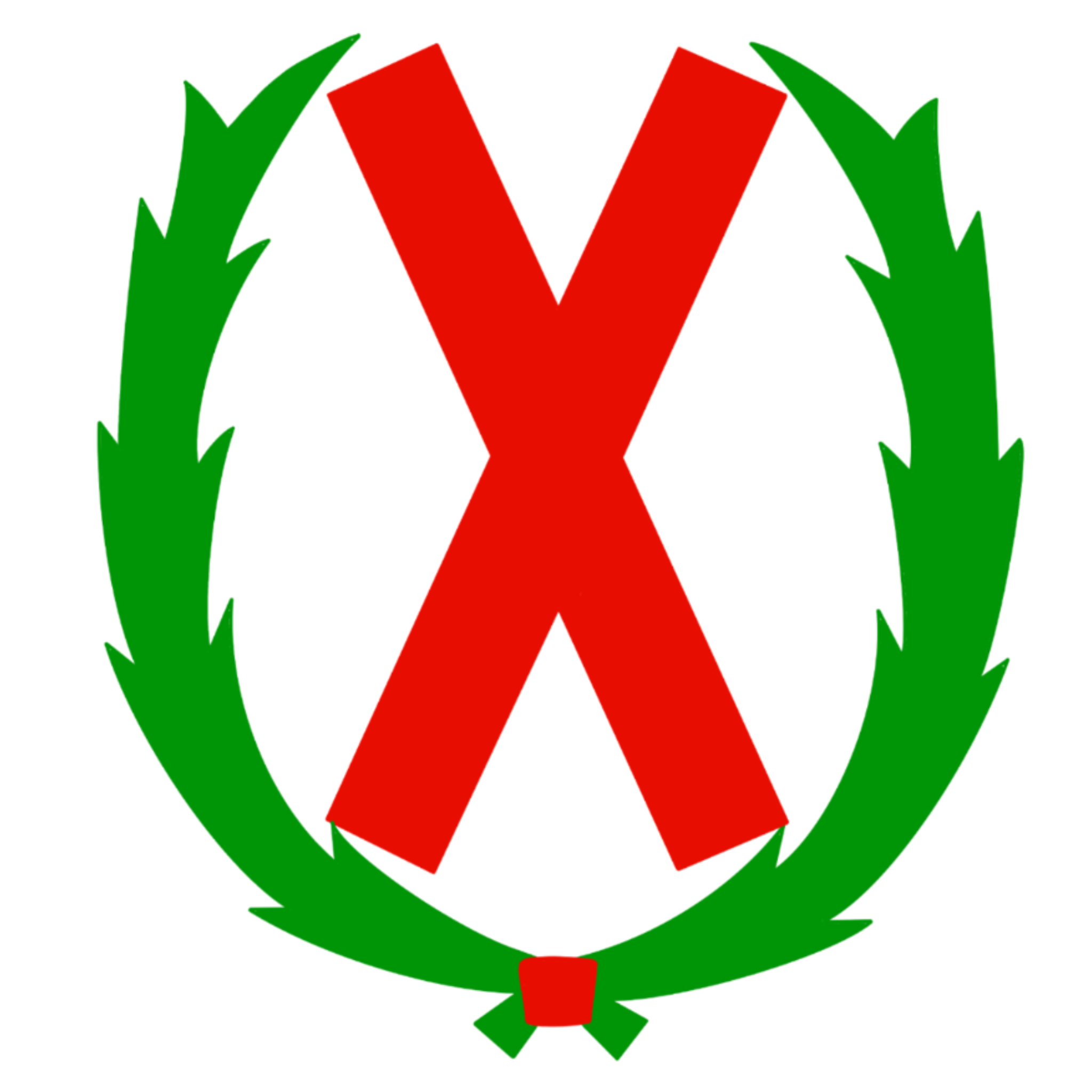
Escut d'Hospitalet Implementat e 12 de Setembre de 1919, va ser substituit l'any 1970 mamb algunes variacions durant els anys 50 i 60.
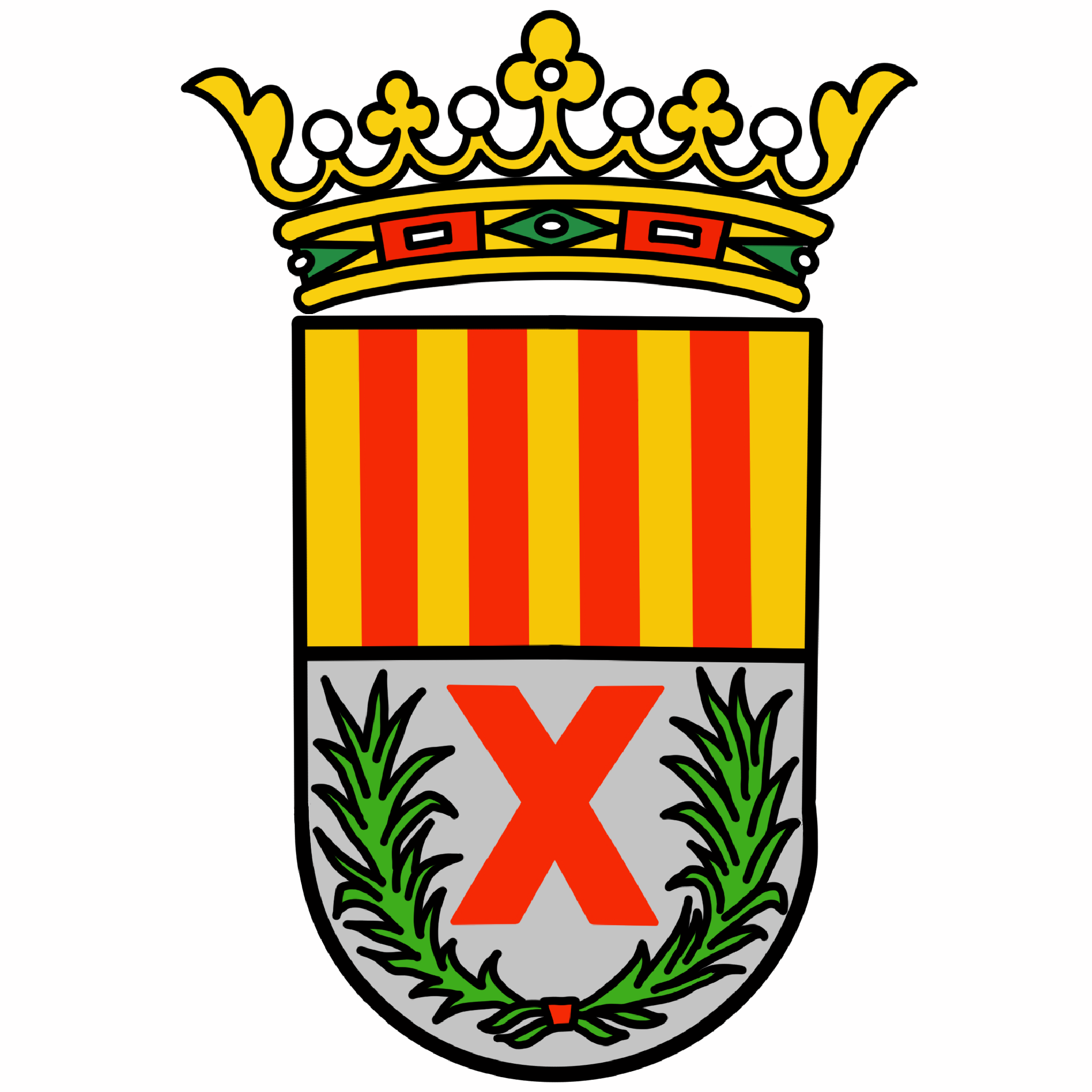
Escut d'Hospitalet des del 14 de gener de 1970 fins al 1986 quan es va adoptar l'actual.
Escut actual adoptat l'any 1986.

## Bandera
La bandera oficial de l'Hospitalet de Llobregat (Barcelonès) té la descripció següent:
Bandera apaïsada, de proporcions dos d'alt per tres de llarg, blanca amb una aspa plena vermella de braços de gruix 1/9 de l'alçària del drap, a la primera meitat vertical, i amb nou faixes iguals, cinc de grogues i quatre de vermelles, a la segona meitat. Va ser aprovada l'1 de juny del 2005 i publicada en el DOGC el 27 de juny del mateix any amb el número 4413. Està basada en l'escut heràldic de la localitat.